# Empis ptilocnemis
Empis ptilocnemis är en tvåvingeart som först beskrevs av Friedrich Hermann Loew 1873.  Empis ptilocnemis ingår i släktet Empis och familjen dansflugor. Inga underarter finns listade i Catalogue of Life.